# Personaggi di Sealab 2021

I personaggi principali della serie. Da sinistra a destra: Stormy, Sparks, Dott. Virjay, Debbie, Dolphin Boy, Tornado Shanks, Dott. Quinn, Black Debbie e Hesh.

I personaggi di Sealab 2021 sono tutti i personaggi apparsi nell'omonima serie televisiva d'animazione.

## Personaggi principali

### Capitano Hank Murphy
Capitano Hazel "Hank" Murphy è il leader dell'equipaggio del Sealab. Tra tutti è il membro più squilibrato e inadatto al suo lavoro, preferendo bighellonare e causare problemi in giro per il Sealab. Si diverte facilmente e mostra evidentemente sintomi del disturbo da deficit di attenzione. È incline alla violenza poiché da piccolo veniva picchiato e talvolta tende ad avere dei blackout. Come suggerito dal Dott. Virjay, la sua posizione di capitano del Sealab è una misura sperimentale usata per scopi sconosciuti. I suoi nemici più odiati sono Bizarro Murphy ed Evans (che chiama "Eggers") dal Pod 6. È un fan di Bruce Springsteen e sembra avere una fissazione per l'attrice Adrienne Barbeau. Successivamente decide di lasciare il Sealab per combattere nelle "Grandi Guerre delle Spezie". Nel doppiaggio originale è interpretato da Harry Goz.

### Capitano Tornado Shanks
Capitano Bellerophon "Tornado" Shanks è un allenatore di calcio in pensione ed ex insegnante di salute e igiene. Dopo che ha perso il lavoro per aver schiaffeggiato uno dei suoi studenti ha trovato un annuncio del Sealab, diventando il nuovo capitano della stazione nonostante non avesse alcuna esperienza. Shanks è del Texas ed è il più giovane dei suoi tanti fratelli. Verso la fine della serie, ha cambiato il suo accento del Sud, affermando che alcuni suoi telespettatori pensavano che fosse omosessuale. Rispetto a Murphy, è molto più intelligente ed è a conoscenza del fatto che il Sealab è un programma televisivo. Vista la poca esperienza di Shanks, chiede suggerimenti al resto dell'equipaggio, i quali finiscono per creare danni disastrosi. Nel doppiaggio originale è interpretato da Michael Goz.

### Tenente Jodene Sparks
Tenente Jodene Sparks è l'operatore radio del Sealab. Di solito usa la radio per i propri scopi personali, arrivando persino a scollegare le trasmissioni più importanti. In genere si sposta con la sua sedia da ufficio. Oltre al Sealab, Sparks gestisce segretamente una distilleria e spesso prende parte ad altre attività illegali. Spesso è la causa di tanti problemi all'interno della stazione. Nel doppiaggio originale è interpretato da Bill Lobley.

### Debbie DuPree
Debbie DuPree è una biologa marina e una delle sole due donne presenti sulla stazione. È bionda e di bell'aspetto ed è spesso oggetto di interesse, soprattutto sessuale, da parte degli uomini del Sealab. Ha una relazione intima con il dottor Quinn. Gli sbalzi d'umore di Debbie sono un problema costante per l'equipaggio. È promiscua ed esibizionista e spesso si strappa la sua giacca. Nel doppiaggio originale è interpretata da Kate Miller.

### Stormy Waters
Derek "Stormy" Waters è un ragazzo che risiede nel Sealab. È molto infantile e di solito preferisce bighellonare non rendendosi conto di ciò che accade nella stazione. Lavora al fianco di Quinn, il quale spesso è vittima dell'ignoranza di Stormy. Ha dimostrato abilità nel funzionamento del sommergibile Deep Diver, sia come pilota che come mitragliere, oltre a saper utilizzare altri gadget tecnologici. Non viene gradito dagli altri membri dell'equipaggio che di solitano cercano di allontanarlo. Nel doppiaggio originale è interpretato da Ellis Henican.

### Dott. Quinn
Dott. Quentin Q. Quinn è l'ufficiale scientifico della stazione. È un afroamericano estremamente intelligente con un quoziente intelletivo pari a 260 e possiede dei dottorati in diverse discipline scientifiche. Dopo essere cresciuto in grande povertà, ha deciso di impegnarsi nel lavoro a differenza degli altri membri dell'equipaggio. Nonostante sia considerato un guastafeste dagli altri, è spesso l'unico membro dell'equipaggio responsabile e l'unica voce della ragione. È estremamente vanitoso e incline a scatti di ira quando non si sente apprezzato. Spesso tenta di impedire che i piani discutibili di Murphy vengano attuati. Ha una relazione con Debbie Dupree. In gioventù ha avuto una malattia che l'ha costretto a trapiantare il suo cervello umano in una replica robot del suo corpo. Nel doppiaggio originale è interpretato da Brett Butler.

### Marco
Marco Rodrigo Díaz Devivar Gabriel Garcia Marquez è l'ingegnere della stazione. È molto forte e muscoloso e parla con un accento spagnolo. Spesso è incline alla violenza, sia per la difesa dell'equipaggio che contro di loro. Discute spesso con Murphy per i suoi metodi di gestione del Sealab. Va d'accordo con la maggior parte del gruppo, specialmente con Sparks e Quinn. Nel doppiaggio originale è interpretato da Erik Estrada.

## Personaggi ricorrenti

### Altri membri dell'equipaggio
- Hesh Hepplewhite, doppiato da MC Chris.

Hesh Hepplewhite è l'operatore del reattore della stazione. È logorroico e lamentoso e ha l'abitudine di riferirsi a se stesso in terza persona. Non è benvoluto dalla maggior parte dell'equipaggio, decidendo di lavorare lontano da loro. È ebreo ed è molto intelligente nonostante non abbia una reale comprensione su come funzioni il reattore. Generalmente si fa aiutare da Quinn. Nel doppiaggio originale è interpretato da MC Chris.
- Carl, doppiato da Christian Danley.

Carl è un uomo in sovrappeso che lavora nella stanza del reattore con Hesh, tollerandolo a malapena. Spesso finisce per essere ucciso a causa degli scontri dell'equipaggio che portano spesso all'esplosione della stazione.
- Dott. Virjay, doppiato da Adam Reed.

Dott. Ilad Virjay è il medico ufficiale nonché chirurgo interno della stazione, noto per il suo forte accento indiano e la sua personalità pacata e riflessiva. Si è laureato terzo nella sua classe presso il Medical College of Mescutabuti. Pratica il "manduismo", una versione dell'induismo presente nel loro universo. È anche il custode della sezione ristorante del Sealab ed è il frontman e chitarrista principale della sua band rockabilly The Mahatmamas. Sebbene ha dimostrato spesso di essere il membro più equilibrato della stazione, ha ripetuto pratiche come l'eutanasia violando il suo giuramento di Ippocrate e in un'occasione ha usato la sua conoscenza della psicologia per condizionare il Dott. Quinn. Successivamente si è offerto di uccidere Marco quando è diventato delirante per aver mangiato il cancro di una balena, suggerendo inoltre che abbia ucciso diversi pazienti nel corso della sua carriera.
- Amish Dave, doppiato da Matt Thompson.

Amish Dave è il bidello della stazione che parla con un forte accento tedesco. Ha come compito secondario quello di sfornare il burro per distribuirlo in tutto il Sealab, soprattutto per volontà del Capitano Murphy. Ha un sosia irlandese di nome Paddy O'Reilly, che gestisce il negozio di alcolici della stazione.
- Evans, doppiato da Matt Thompson.

Evans è un lavoratore del Pod 6. È odiato da Murphy, il quale continua a chiamarlo Eggers. Di solito viene interpellato dall'equipaggio per piccole commissioni.
- Ted della contabilità, doppiato da Dave Willis.

Ted è un contabile del Sealab. Aiuta Murphy a lanciare il radiofaro di emergenza per avviare la sua stazione radio pirata.
- Paddy O'Reilly.

Un barista irlandese che gestisce un negozio di alcolici nella stazione. È molto simile al bidello Amish Dave e al "Ragazzo Barbuto".
- Ragazzo barbuto, doppiato da Adam Reed.

Un ingegnere del Sealab. È un sosia di Amish Dave.

### Studenti e staff della scuola per orfani
- Black Debbie, doppiata da Angela Gibbs.

Debbie "Black Debbie" Allison Love è un insegnante della scuola per orfani del Sealab. Ha avuto una relazione con Marco e ha frequentato Sparks per un breve periodo. È un'ex vincitrice del trofeo Heisman.
- Dolphin Boy.

Un ragazzino paffuto che parla attraverso versi di delfino. Orfano del Sealab, è membro della classe di Black Debbie. Quando viene tradotto fa generalmente affermazioni inoffensive e ingenuamente infantili che vengono derise da parte del resto dell'equipaggio. Spesso viene preso di mira e ucciso senza motivo.
- Griffin.
- Oliver, doppiato da Adam Reed.
- Rose, doppiata da Lia Redding e Molly Charette.
- Doodle Killroy.

Uno studente della scuola che solitamente si mostra preoccupato per l'animale domestico della classe, un ibis scarlatto di nome Roscoe. Ha lo stesso character design di Evans, ridotto per avere le dimensioni di un bambino.
- Fatass McBlobbicus.

Un alunno della classe di Black Debbie, occhialuto e con l'acne che soffre di obesità.

### Gag ricorrenti
- Orso di Grizzlebee's.

Rappresentante della fittizia catena di ristoranti Grizzlebee's (parodia di Applebee's) che appare principalmente durante gli spot pubblicitari.
- Sharko, doppiato da Matt Thompson.

Il figlio di Marco. È uno squalo con le gambe e le braccia, sbadato e volubile, nato in seguito a un rapporto tra Marco e una femmina di squalo che ha tradito suo marito. È lamentoso e ingenuo ed è costantemente alla ricerca della verità su chi sia suo padre, dal momento che è scomparso quando è giunto al Sealab. Spesso è protetto da Debbie, che lo difende dalle buffonaggini e gli scherzi dell'equipaggio. Marco e Sharko si sono incontrati più tardi nell'episodio Return of Marco, dove il padre, non riconoscendolo, gli ha sparato con un mini uzi in modo non fatale.
- Ranger Roger.

Ranger Roger è un ranger che lavora sulla torre d'avvistamente numero 7.
- Der Kapitan, doppiato da Peter Van Nues.

Der Kapitan è un sommergibilista tedesco. Capisce l'inglese, tuttavia si rifiuta di parlare qualsiasi lingua a parte il tedesco. È incline a sparare in aria con la sua pistola, gridando "Sieg Heil" per motivi ignoti. Solitamente è mostrato con un bicchiere di bourbon o altro alcol, mentre da risposte lucide e commenti sprezzanti. È un membro della Legendary Society of Men.
- Chopper Dave.

Chopper Dave è il protagonista dell'omonima serie di film televisivi. Di giorno lavora come pilota di elicotteri, tuttavia la notte si trasforma in un licantropo che combatte il crimine. Ha partecipato nel film Blades of Vengeance. 
- Francese.

Un pilota di sottomarini francese. Di solito racconta dolcemente delle cose con un forte accento spagnolo, usando spesso la parola "utero": È anche un membro della Leggendaria società degli uomini.
- Monster Hesh.

Una versione mostruosa di Hesh causata da Murphy dopo che lo ha buttato nel nucleo del reattore del Sealab. Emette versi grotteschi e per la maggior parte incomprensibili.
- Ben.

Ben è una femmina di scorpione. Quando Murphy rimase intrappolato sotto il distributore della Bebop Cola ha iniziato a pungerlo in continuazione sulla faccia. Più tardi sono diventati amici, aiutando Murphy a tenerlo in vita portandogli le lattine del distributore alla bocca. Sviluppa quindi un interesse amoroso per lui deponendo delle uova nel suo ombelico, tuttavia viene ucciso dal robot delle pulizie. In seguito, durante una ripresa dell'episodio, si scopre che Ben era un robot.
- Prescott, doppiato da John J. Miller.

Prescott è un signore che lavora all'Interpol.
- Yumi, doppiata da Tiffany Morgan.

Una donna gotica di origini asiatiche dai capelli neri. Lavora nel negozio dove il Capitano Murphy ha comprato il Gloop.
- "Gay Guy" Lance.

Un uomo omosessuale stereotipato in forma e con i baffi, solitamente mostrato senza maglietta. Pensa che Shanks sia omosessuale a causa del suo accento del sud, rivelando che Shanks ha abbandonato il suo accento proprio per questo motivo. In seguito ha deciso di abbandonare il suo accento stereotipato "gay", suonando ora come un pirata stereotipato.

### Membri del cast
- Adam Reed.

Il co-creatore di Sealab 2021.
- Christian Danley.

Animatore della serie con Ed Mundy.
- Ed Mundy.

Animatore della serie con Christian Danley.
- Ned Hastings.

Responsabile all'audio editor della serie.
- Jay Edwards.

Produttore della serie animata Aqua Teen Hunger Force.

## Personaggi secondari

### Parenti di Murphy
- Señor Murphy, doppiato da Harry Goz.

Señor Murphy è il padre del Capitano Hank Murphy. È un irresponsabile alcolizzato e gli piace guardare la serie televisiva Magnum, P.I..
- Harry the Hammer.

Il nipote di Murphy. Gli piace distruggere l'attrezzatura del Sealab, in particolare il pannello di controllo del reattore, con un martello che ha portato al suo soprannome.

### Visitatori del Sealab
- Master Loo, doppiato da Dave Willis.

Master Loo è un intenditore di feng shui. Viene assunto inizialmente da Murphy per ridecorare la stazione secondo l'arte del feng shui, tuttavia si rivelerà essere un truffatore con lo scopo di ricavare tutti i soldi del Sealab. Viene sconfitto in un combattimento da Marco.
- Marduk, doppiato da Adam Reed.

Marduk è l'antico Dio babilonese dell'agricoltura. È il figlio di Enki e uccisore di Tiāmat. Sa suonare la chitarra elettrica.
- Miller, doppiato da John J. Miller.

Un regista di film e serie TV. Ha diretto un episodio di Sealab 2021 al fianco dello sceneggiatore Adam Reed. In seguito è diventato alcolizzato e si è fatto crescere la barba.
- Squishface.

Un blob bianco mutaforme che Murphy ha acquistato da Yumi nell'episodio Hail, Squishface. Dopo avergli versato del liquore, Squishface ha iniziato a moltiplicarsi rapidamente invadendo il Sealab e infastidendo l'equipaggio a causa delle loro ripetute flatulenze. Dopo aver posseduto il cervello di Murphy, hanno cercato di impadronirsi del Sealab tuttavia vengono inceneriti dai lanciafiamme che brandisce l'equipaggio della stazione. Il loro character design è stato riciclato dal protoplasma Gloop de Gli Erculoidi, serie animata prodotta dalla Hanna-Barbera.
- I Bizarro, doppiati da Harry Goz, Kate Miller, Ellis Henican, Erik Estrada, Bill Lobley e Brett Butler.

Un equipaggio di un universo parallelo identico a quello del Sealab, distinto solo dalle loro uniformi nere e altre caratteristiche minori. Bizzarro Murphy ha due cicatrici profonde sul viso, una benda sull'occhio e una fondina per pistola, Bizarro Debbie ha un braccio cyborg e i capelli rosa, Bizarro Stormy ha i capelli di ghiaccio e esala cubetti di ghiaccio, Bizzarro Marco ha una mascella di metallo con denti aguzzi, Bizzarro Sparks è una testa in una cupola robotica fluttuante e Bizzarro Quinn, che è nato da un uovo, è un uccello antropomorfo. Hanno la tendenza a usare la parola "Bizzarro" ogni volta che dicono qualcosa e talvolta incoraggiano gli altri a farlo. I Bizarro sono un riferimento al cattivo Bizzarro della DC Comics, un clone imperfetto di Superman.
- Toni Carmel, doppiata da Lisa Michaelis.

Toni Carmel è una presentatrice televisiva. Ha ospitato un programma dietro le quinte del film Tinfins. In seguito ospita Sealab 2021 ponendo domande al cast.
- Beck Bristow, doppiato da Brian Bloom.

Beck Bristow è un attore hollywoodiano vanitoso e superficiale. Quando gli è stato offerto il ruolo di protagonista in una serie televisiva chiamata Sea-Force 9, i produttori gli hanno chiesto di fare un'audizione tuttavia l'agente pensa che abbia bisogno di esperienza reale in una stazione di ricerca subacquea e Beck decide di visitare il Sealab. Ha un'attrazione per Debbie, che cerca inizialmente di sedurre in una vasca da bagno.
- Alvis.

Alvis è il "fondatore dell'alvisismo", la più grande religione sul Sealab. È una parodia di Gesù ed è nato nell'800 come figlio di Deliah e di "nessuno" nel fienile di Fort Klugman. Questo evento è stato seguito da una cometa che ha fatto giungere tre sciamani sopra dei bufali che hanno portato doni come alcol e armi da fuoco. Coloro che seguono la religione di Alvis celebrano la "Festa di Alvis"; una parodia del Natale; tuttavia, a differenza del Natale, la "Festa di Alvis" è un momento "di bere e di vendetta". È avvolto da un'aureola e parla un inglese arcaico.
- Yost, doppiato da Matt Thompson.

Un uomo irlandese. Fortemente patriottico per il proprio paese, è offeso quando Stormy lo insulta evocando la legge di Godwin. In seguito rivela di essere un vigile del fuoco portandosi appresso un estintore, tuttavia viene licenziato da Max Stone quando si è appropriato del Sealab.
- Joy, doppiata da Marsha Crenshaw.

Joy è una terapista che cerca apparentemente di aiutare l'equipaggio del Sealab, mentre sta passando un periodo complicato. Dopo essersi rivelata una serial killer, ha ucciso vari membri della stazione finché non l'ha sparata Sharko.
- John Bear, doppiato da Jeremy Schwartz.

John Bear è un guerriero "Lakoche". Giunge al Sealab per impedire che sprofondi nella terra, affermando che la stazione è stata costruita su un antico cimitero di nativi americani. Ricatta il capitano Shanks, rivelando che risolverà il problema solo se trasformeranno la mensa in un casinò in stile Las vegas. In seguito si scopre che non è un vero indiano, affermando che è un nativo americano giunto per dare al capitano una lezione sul razzismo.
- Max Stone, doppiato da Michael Bell.

Un miliardario ribelle che ha deciso di acquistare il Sealab tramite il governo. Si sposta tramite un jet pack, il suo mezzo di trasporto preferito, e ha la capacità di uscire dall'acqua o di navigare per il Sealab senza muta o attrezzatura da sub.
- Dan e Don, doppiati da Adam Reed e Dave Willis.

Due agenti della società di Grizzlebee's.
- Abelard, doppiato da Chuck D.

Una balena che si è avvicinata al Sealab. Grazie a un traduttore di balene creato da Quinn, inizia a conversare con lui e Stormy rivelando che vuole essere eutanizzato poiché avrebbe un caso di cancro terminale causato dall'amianto. Ha recitato nella sua sitcom Gotta Have That Dick.

### Altri personaggi
- Giornalista.

Un giornalista che racconta spesso le notizie più intense e strampalate.
- Django.

Django è una scimmia del dipartimento scientifico del Sealab.
- Stinky Pete.

Stinky Pete è la foca protagonista del programma televisivo Chubby Cox.
- Kid 'n Play, doppiati fa Christopher Reid e Christopher Martin.

Un duo hip hop e registi di Tinfins, per il quale vengono intervistati da Toni Carmel.
- Aquarius, doppiati da Dave Roberts e Adam Reed.

Un equipaggio di un sottomarino nucleare che si è schiantato contro il Seamount.
- Acquariani.

Due creature marine provenienti dall'oceano. Hanno inspiegabilmente bloccato l'oceano, facendo riemergere il Sealab e le terre circostanti in superficie. Dopo essersi confrontati con Debbie, ammettendo la loro devozione per lei, promettono di riportare l'acqua al suo stato naturale in cinque minuti. Tuttavia, quando Debbie torna al Sealab per avvertire tutti, scopre che Sparks ha sparato tutte le finestre della stazione e finiscono per essere inondati dall'acqua.